# Anna Komnéné
Anna Komnéné (görög betűkkel: Άννα Κομνηνή, 1083. december 1. – 1153) bizánci császári hercegnő és történetíró, I. Alexiosz Komnénosz bizánci császár és Dukasz Eiréné császárné leánya. Fő műve az Alexiasz.

## Élete
Bíborban született: azaz apja már császár volt, mikor megszületett. Ennek megfelelően anyja a császárnék számára kirendelt Bíborszobában (Porphürea) hozta világra. Ő volt Alexiosz elsőszülött gyermeke, és öccse Jóannész megszületéséig a trón várományosa is. Feleségül ment Niképhorosz Brüennioszhoz, akivel 1118-ban, apja halála után megpróbálta megszerezni a császári hatalmat öccsével, II. Jóannésszel szemben. Ennek sikertelensége és férje halála után kolostorba zárták. Itt írta meg történelmi munkáját, mellyel folytatta a férje által elkezdett, és az 1070–1079 közötti évek eseményeit elbeszélő alkotást.

## Alexiasz

### Történelemszemlélete
Az Alexiasz az I. keresztes háború történetéhez nélkülözhetetlen forrás. Jórészt a saját emlékei alapján írta, ezért a műve nemcsak a történelmi művek közé, hanem a memoár-irodalomba is besorolható. Apja személye és cselekedetei állnak a középpontban:
Ennek tudatában én, Anna, Alexiosz és Eiréné császárok lánya, a bíbor sarja és gyermeke … - el akarom mondani e művemben atyám tetteit, melyeket a jogar birtokában hajtott végre, s amelyeket a koronázás előtt cselekedett más császárok szolgálatában, mert nem szabad ezeket némaságra kárhoztatni, az idő folyama nem sodorhatja őket a feledés tengerébe.
Idealizálja atyját, egy helyen egyenesen a 13. apostolnak nevezi őt.
Atyám – ahogy erről a tények tanúskodnak – tudott uralkodni és a szükséges mértékben engedelmeskedni is az uralkodóknak.
Azonban a túlzott idealizálás, a dicsőítő szónoklat- (panégürikosz) írás vádját elkerülendő hangsúlyozza, hogy a történetírás éthosza szerint jár el. Azaz elfeledkezik a rokonok iránti szeretetről és a politikai ellenfelekkel szembeni gyűlöletről és kész arra, hogy a cselekedeteik nagysága alapján bírálja rokonait, és dicsérje ellenfeleit.
Kifejezetten ellenszenvvel viseltetik a normann lovagokkal szemben, nem bízik a római katolikus egyházban, kifejezetten meg is veti a latin kereszténységet. Véleménye szerint a keresztesek nagy veszélyt jelentenek Bizánc számára.
(Alexios császár) még ki sem pihenhette magát (az előző háború fáradalmai után), máris meghallotta azt a szájról szájra járó hírt, hogy végtelen nagy frank seregek közelednek. Félelemmel várta érkezésüket, mivel tapasztalatból[530] ismerte indulatuk féktelenségét, lelkületük állhatatlanságát, befolyásolható voltát és egyéb tulajdonságaikat, amelyek a kelták[531] természetének minden dologban sajátjai vagy kísérő jelenségei. Tudta azt is, hogy mivel kincsekre áhítoznak, egy-egy éppen előadódó ok miatt mindig könnyen felrúgják szerződéseiket. Hiszen egyre csak ezt a híresztelést hallotta róluk, és ez nagyon is igazat mondott. A császár nem hagyta el magát, hanem alaposan nekikészülődött, hogy szükség esetén készen legyen a hadba vonulásra. S valóban, a tények még nagyobb arányúaknak és félelmetesebbeknek mutatkoztak, mint amilyenek a hír szárnyán szálló mendemondák voltak.
Műve jó példája az ún. „komnénoszi reneszánsz” nevű jelenségnek – azaz az ókori athéni művek által képviselt stíluseszmény és kifejezésmód újbóli használatba vételének. Számos helyen hivatkozik ókori szerzőkre, és veszi át azok fordulatait. Stílusa ezért atticizáló, számos helyen bocsánatot kér, ha egyes dolgokat nem eredeti ókori néven nevez.

### Tartalom
A mű 15 könyvből áll, és az 1069 és 1118 közötti évek eseményeit meséli el. Érdekesség, hogy a mű egy részét az egyébként regényeiről híres Passuth László fordította le magyarra. A magyarul eddig megjelent szöveget a fordító az egyes könyvek tartalma alapján az alábbi elnevezésű részekre osztotta:
- Alexiosz
- Alexiosz mint Nagydomesztikosz
- A Komnénoszok forradalma
- A Bizánci Birodalom Alexiosz trónrajutásakor
- Háború a normannokkal

Szemelvényeket közöl Simon Róbert által szerkesztett A bizánci irodalom kistükre című mű. A Moravcsik Gyula által szerkesztett A magyar történelem bizánci forrásai című szöveggyűjtemény pedig Komnéna a magyarokról értekezik, akiket – követve a Komnénosz-reneszánsz archaizáló nyelvhasználatát, ti. hogy az új jelenségeket is a klasszikus irodalomban használt fogalmakkal írnak le – dákoknak mond.

### Magyar vonatkozások
- Szent László leánya, Piroska Anna Komnéné öccsének volt a felesége, és elképzelhető, hogy ő is részt vett Jóannész oldalán a trónért való küzdelemben.
- Passuth László feldolgozta az egyik regényében Anna Komnéné életét.

## Személye aRégi tudós világ históriájában
Budai Ézsaiás teológus és történetíró a Régi tudós világ históriája című 1802-es, Debrecenben megjelent nagy tudós-lexikonában a következőket írja Anna Komnénéról:
| ANNA COMNENA, Alexius Comnenus Tsászárnak leánya, ’s a’ most említett Nicephorusnak felesége. Született 1083-bann, meghólt 1148 utánn. Hogy a’ tudományokbann sokra ment, és hogy görögűl szépen tudta gondolatait kifejezni, tagadhatatlan: de más felől az is bizonyos, hogy a’ nagyravágyás, és uralkodásra való kívánság, illetlen és botránkoztató tselekedetre vitte. Mert a’ testvére Comnenus János ellen öszveesküvést támasztván, azonn igyekezett, hogy őtet ’ Tsászárságból kivesse, és hellyébe a’ férjét Nicephorus Bryenniust állíttsa. Végre is hajtotta vólna ezen szándékát, ha Nicephorus Bryenniust rávehette vólna, hogy abbann megegyezzenn. A’ midőnn annyira ment, a’ nagyravágyó Anna Comnena a’ békételenségbenn: hogy maga ellen a’ természet ellen kőlt ki, ’s azt vádolta, hogy miért tette őtet asszonnyá, és a’ férjét férfivá? Férjének halála utánn, írt Alexias nevű munkát 15. könyvekbenn; mellyet úgy lehet nézni mint a’ közelebb említett ház Históriájának folytatását; mivel abbann az Attyának Alexius Comnenusnak életét, és tselekedeteit írja le. Egyébiránt előadásának módját, ’s okoskodásit, nem tsak a’ régiek, hanem a’ maiak is helybenhagyják. |

## Műve magyar nyelven
- Alexias; ford., bev. Passuth László; Officina, Bp., 1943 (Officina könyvtár)
- Alexiasz; ford. Passuth László; Lectum, Szeged 2002 ISBN 963 86258 1 3

## Szépirodalmi feldolgozás
- Passuth László: A bíborbanszületett. Budapest: Athenaeum 2000 Kiadó. 2005.  ISBN 963-9615-07-2